# Xicola
Xicola är en ort i Mexiko.   Den ligger i kommunen Alpatláhuac och delstaten Veracruz, i den sydöstra delen av landet, 220 km öster om huvudstaden Mexico City. Xicola ligger 1 703 meter över havet och antalet invånare är 440.
Terrängen runt Xicola är lite bergig, och sluttar österut. Runt Xicola är det tätbefolkat, med 331 invånare per kvadratkilometer. Närmaste större samhälle är Heroica Coscomatepec de Bravo, 4,4 km sydost om Xicola. Omgivningarna runt Xicola är en mosaik av jordbruksmark och naturlig växtlighet.